# Posse de Getúlio Vargas em 1951
A posse de Getúlio Vargas em 1951 se refere a uma cerimônia presidencial que marcou definitivamente a posse de Getúlio Vargas, que voltara depois de 6 anos a tal cargo, como presidente do Brasil, e de Café Filho, como vice-presidente, além de iniciar o governo de Getúlio Vargas. A cerimônia ocorreu em 31 de janeiro de 1951, embora Vargas já fosse o presidente desde o início do ano. 

## Atos cerimoniais

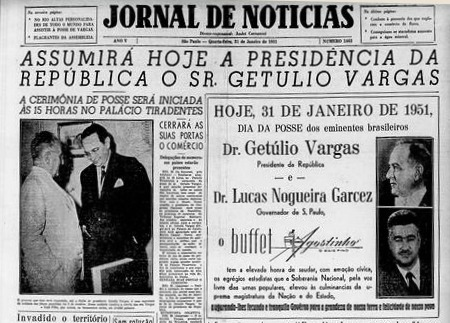
Jornal de Notícias, periódico da época, anuncia a posse cerimonial do presidente eleito Vargas e de seu vice-presidente Café Filho no Palácio de Tiradentes, correspondente à atual Câmara dos Deputados.

A cerimônia foi feita no Palácio Tiradentes, no Rio de Janeiro, a capital do Brasil naquele momento. Vargas chegou ao local sendo trazido pelo seu tradicional Cadillac . Logo após, Eurico Gaspar Dutra passou a faixa presidencial ao então presidente, que assinou o termo de posse. 

## Discurso
Em seu primeiro discurso como presidente eleito do Brasil, Getúlio Vargas dissertou acerca da eleição do ano anterior, à qual se referiu como "eleição do dia 3 de outubro", dizendo que ela mostrou a todos que as ações sofridas por ele após o Estado Novo foram injustiças, além de enfatizar a constitucionalidade de seu governo. O presidente ainda fez declarações direcionadas, em sua maioria, às camadas populares, como assegurar os direitos trabalhistas e as boas condições de trabalho. 